# Macroregiunile României

Macroregiunile României

Macroregiunea este cel de-al patrulea tip de diviziune regională creată în România în 1998. Ea corespunde nivelului NUTS I de diviziuni ale statelor membre a Uniunii Europene. Macroregiunile României (ca și regiunile de dezvoltare) nu au un statut administrativ propriu-zis și o formă de guvernare sau administrare proprie, ele există doar pentru colectarea statisticilor regionale.
Există patru macroregiuni în România, fiecare fiind formată la rândul ei din 2 regiuni de dezvoltare:
- Macroregiunea 1 (cuprinde Nord-Vest și Centru)
- Macroregiunea 2 (cuprinde Nord-Est și Sud-Est)
- Macroregiunea 3 (cuprinde Sud-Muntenia și București-Ilfov)
- Macroregiunea 4 (cuprinde Sud-Vest și Vest)